# La cantatrice veneziana (Venezia nel 1500)
La cantatrice veneziana (Venezia nel 1500) è un cortometraggio muto del 1908 diretto da Mario Caserini.

## Distribuzione
- Francia: novembre 1908, come "La cantatrice de Venise"